# Governatorato di Bassora
Il governatorato di Bassora (in arabo البصرة‎? Al Baṣra) è uno dei diciotto governatorati della Repubblica dell'Iraq. Capoluogo della provincia è la città di Bassora. Il governatorato si estende su un'area di 19.070 chilometri quadrati. Secondo le stime del 2003, la popolazione era di 1.760.984 abitanti, mentre per il 2012 il calcolo è di 2.250.640 abitanti.
Il Governatorato si trova al confine internazionale dell'Iraq con il Kuwait a sud, e con l'Iran ad est.

## Storia

### Dall'Impero ottomano all'Iraq
Durante l'Impero ottomano, la provincia di Bassora comprendeva anche l'attuale Stato indipendente del Kuwait, divenuto un protettorato britannico poco prima dello scoppio della prima guerra mondiale.
Dopo la sconfitta dell'impero anatolico, il Regno Unito costituì lo Stato dell'Iraq, unendo le ex province ottomane di Bassora, Baghdad e il vilayet di Mosul, sottoposto al suo mandato dalla Società delle Nazioni.

### L'operazione "Libertà Irachena"
Durante l'operazione "Libertà Irachena", gli angloamericani incontrarono nella provincia una buona resistenza dell'esercito di Saddam Hussein.
La popolazione locale, a grande maggioranza araba e sciita, con minoranze sunnite e cattoliche di rito caldeo, ha sofferto particolarmente della dittatura baathista, soprattutto a seguito della violenta repressione della rivolta del 1991, seguita alla prima guerra del Golfo, ed ha, anche per questo, accolto con favore o, quantomeno, non ha ostacolato la presenza delle truppe della Coalizione dei volenterosi.

### La proposta della "Regione del Sud"
Durante il periodo costituente (2003/2005) del nuovo Iraq democratico, parlamentare e regionale venne avanzata, da componenti federaliste, la proposta dello scioglimento delle province di Bassora, Dhi Qar e Mayasan e della loro confluenza in una nuova, grande "regione meridionale", unita dagli omogenei caratteri etnici e confessionali e da comuni interessi economici e culturali.
La proposta, pur lasciata in sospeso dall'Assemblea costituente irachena, non è tuttavia uscita dal dibattito pubblico.
Nell'ottobre del 2006, il Parlamento di Baghdad ha approvato una legge che consente, a partire dall'aprile del 2008, la fusione di due o più province, aprendo la strada alla fondazione della "regione del Sud", nonostante le preoccupazioni espresse da chi teme che ciò possa dare avvio alla dissoluzione dello Stato postbaathista.

### La plebiscitaria approvazione della nuova Costituzione
Il 15 ottobre 2005, i bassoresi approvano in massa la nuova Costituzione irachena: 691.024 suffragi a favore del "Sì", pari al 96,02% dei voti validamente espressi.

## Distretti
- Abu Al-Khaseeb
- Bassora
- al-Faw
- al-Midaina
- al-Qurna
- Shatt al-Arab
- az-Zubayr

## Principali città
- Bassora, il capoluogo;
- Al-Qurna;
- Az Zubayir;
- Umm Qasr;
- Abu Al Khaseeb.